# Мофлешть
Мофлешть, Мофлешті (рум. Moflești) — село у повіті Долж в Румунії. Входить до складу комуни Телпаш.
Село розташоване на відстані 187 км на захід від Бухареста, 37 км на північ від Крайови.

## Населення
За даними перепису населення 2002 року у селі проживали 297 осіб, усі — румуни. Усі жителі села рідною мовою назвали румунську.